# Китайский латинизированный алфавит
Латинизированное новое письмо (Latinxua Sin Wenz Латинхуа синь вэньцзы; кит. упр. 拉丁化新文字, пиньинь Lādīnghuà Xīn Wénzì, палл. Ладинхуа синь вэньцзы) — алфавит китайского языка, использовавшийся в 1930-е годы в СССР и в некоторых районах Китая до начала 1950-х годов.
Проект латинизированного алфавита для китайцев, проживающих в Советском Союзе, был выдвинут в 1929—1930 годах Цюем Цюбо в рамках общесоюзного процесса латинизации. В 1931 году после доработки в НИИ Китая при Комакадемии и Институте востоковедения он был официально утверждён и внедрён в различные общественные сферы. На этом алфавите велось обучение в китайских школах, издавались газеты. В конце 1930-х гг. в связи депортацией этнических китайцев использование данного алфавита в СССР прекратилось. В Китае ограниченно использовался до 1955 г.

## История разработки и использования

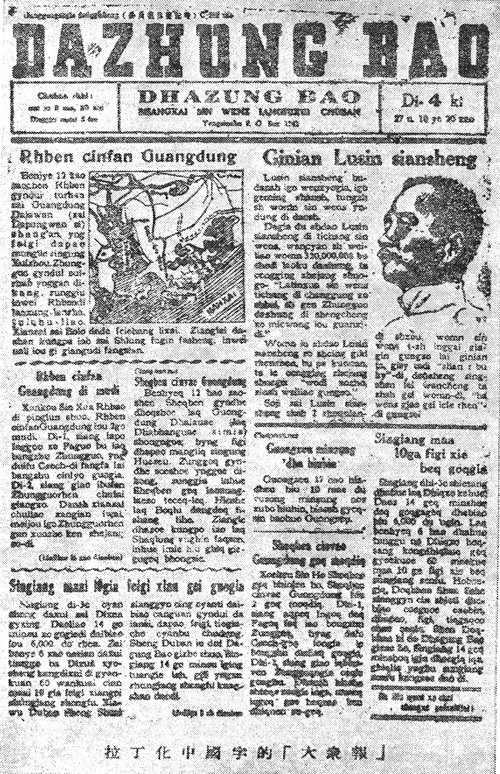
Изданная в Шанхае китайским латинизированным алфавитом газета «Дачжун бао»

Вопрос о переходе от иероглифического письма к звуковому (латинизированному) стал в 1928 г. предметом проработки в Коммунистическом университете трудящихся Китая и Научно-исследовательском институте по Китаю при Комакадемии в Москве.
Проект алфавита подвергся обсуждению на двух публичных заседаниях в НИИ по Китаю в Москве: в мае 1929 г. (по докладу Колоколова) и в мае 1930 г. (по докладу Драгунова). По вопросу о латинизации китайской письменности в свете той практической работы, которая была уже начата, были опубликованы: первоначальный проект алфавит Страхова (издано КУТК на стеклографе в 1929 г.); брошюра Страхова «Zhonguo latinhuadi zemu», с изложением окончательного проекта, таблицами слогов и текстами (издано КУТК в 1930 г.); его же статья в сборнике «Проблемы Китая» № 2 за 1930 г.; статья Скворцова в газете «Красное знамя» во Владивостоке (май 1930 г.); брошюра (на китайском языке) «Китайские иероглифы должны быть заменены латинской азбукой» (издание ЦИЗ); обзор работы по латинизации в сборнике «Проблемы Китая» № 4-5 за 1930 г.; кроме того, вопрос о латинизации освещается в статье Кара-Мурзы «Марксизм и буржуазная синология» («Проблемы Китая» № 4-5 за 1930 г.).
В 1930 г. к этой работе присоединился также Институт востоковедения Академии Наук СССР. Выдвинутые Цюй Цюбо (тов. Страхов) в содружестве с У Юйчжаном, Эми Сяо (Сяо Сань) и В. С. Колоколовым, В. М. Алексеевым, а также другими советскими специалистами проекты алфавита были обсуждены на страницах китайской прессы, издававшейся в СССР, на собраниях китайских учащихся и рабочих во Владивостоке, Чите, Москве и т. д.
О результатах проработки вопроса Институтом востоковедения и о проекте алфавита в том виде, в каком он был совместно принят 21 января 1931 г. НИ Институтом по Китаю и комиссией Академии Наук СССР, состоялся доклад на сессии АН (январь-февраль 1931 г.).
В апреле 1931 г. А. А. Драгунов, А. Г. Шпринцин и Н. И. Любин (Институт востоковедения АН) вплотную подошли к проработке шаньдунского диалекта и к вопросу о методах преподавания латинизированного письма, организовав занятия с группой китайских товарищей. В результате этих занятий подготовляются к печати на шаньдуньском диалекте букварь и орфографический справочник.
19 и 21 мая 1931 г. Всесоюзный центральный комитет Нового алфавита рассмотрел проект нового китайского латинизированного алфавита, который в одобренном виде был передан на обсуждение китайской общественности Дальне-Восточного края (по советским данным тех лет в Дальневосточном крае было от 35 до 55 тысяч китайцев) и первой конференции по латинизации китайской письменности, состоявшейся во Владивостоке в сентябре 1931 г. Последняя утвердила предложенный ВЦК НА проект: A a, B b, C c, Ch ch, D d, E e, F f, G g, I i, J j, K k, L l, M m, N n, Ng ng, O o, P p, R r, Rh rh, S s, Sh sh, T t, U u, W w, X x, Y y, Z z, Zh zh.
Во Владивостоке в октябре 1932 года состоялась вторая китайская конференция, которая вновь подтвердила принятый в 1931 году алфавит и на основании годового опыта констатировала, что латинизированный китайский алфавит оправдан жизнью и является единственным средством полной ликвидации неграмотности среди китайских трудящихся.
Вместе с тем, как отмечалось самими создателями, язык латинизированных полос в газетах «Рабочий путь» (Хабаровск) и «Портовик» (Владивосток), а также некоторых изданий («Доклад тов. Буценко на сессии ВЦИК») зачастую был не разговорен и малопонятен; не разработана орфография омонимов; понятие целого слова ещё ждёт своего определения; не достигнуто единообразие в орфографии; в орфографии некоторых слогов допущены значительные отклонения от произношения; не определены границы диалектов, охватываемых севернокитайским языком.
Данная система использовалась китайскими иммигрантами в Советском Союзе, пока большинство из них не покинуло страну.
Латинизированное новое письмо было очень популярно как автономная система письма в некоторых частях Китая, особенно в тех районах страны (Шэньси-Ганьсу-Нинсяский советский район), которые находились под контролем Коммунистической партии.  Правительство в этих областях даже предоставило ему статус официальной письменности, объявив, что документы, написанные на латинизированном новом письме, должны иметь ту же юридическую силу, что и документы, написанные иероглифами. Этот путь во многом был выбран благодаря поддержке большого числа видных левых и либеральных учёных. По сведениям Ни Хайшу, на латинизированном новом письме вышло более 300 публикаций общим тиражом полмиллиона экземпляров. Что ещё более важно, своим успехом оно продемонстрировало сторонникам реформы письменности, чего может достичь фонетическое письмо на китайском языке, тем самым проложив путь для ещё более влиятельной схемы — пиньинь, разработанной в 1950-х годах.

## Описание
Система латинизации была разработана таким образом, чтобы каждый диалект имел бы свою собственную форму алфавита. Приведённые ниже описание представляют только одну из тринадцати возможных схем для севернокитайского язык.
Буквы a, b, d, e, f, g, i, k, l, m, n, o, p, r, s, t, u, x, y, z взяты примерно в том же значении, что и соответствующие буквы Нового алфавита.

### Инициали
|             | Губные   | Апикальные | Ретрофлексные         | Альвеоло-палатальный | Заднеязычные |
| ----------- | -------- | ---------- | --------------------- | -------------------- | ------------ |
| Взрывные    | /p/ ⟨b⟩  | /t/ ⟨d⟩    |                       |                      | /k/ ⟨g⟩      |
| Взрывные    | /pʰ/ ⟨p⟩ | /tʰ/ ⟨t⟩   |                       |                      | /kʰ/ ⟨k⟩     |
| Носовые     | /m/ ⟨m⟩  | /n/ ⟨n⟩    |                       |                      | /ŋ/ ⟨ng⟩     |
| Аффрикаты   |          | /t͡s/ ⟨z⟩   | /ʈ͡ʂ/ ⟨zh⟩             | /t͡ɕ/ ⟨g⟩* (j)        |              |
| Аффрикаты   |          | /t͡sʰ/ ⟨c⟩  | /ʈ͡ʂʰ/ ⟨ch⟩            | /t͡ɕʰ/ ⟨k⟩* (q)       |              |
| Фрикативные | /f/ ⟨f⟩  | /s/ ⟨s⟩    | /ʂ/ ⟨sh⟩              | /ɕ/ ⟨x⟩*             | /x/ ⟨x⟩ (h)  |
| Сонорные    | /w/ ⟨w⟩  | /l/ ⟨l⟩    | /ɻ ~ ʐ/ ⟨r⟩, ⟨rh⟩ (r) | /j/ ⟨j⟩ (y)          |              |

*Перед гласными i и y.
Примечание: в скобках указаны соответствие современному пиньинью.
Буква c взята в значении звука ц, как это имеет место в новом монгольском алфавите.
Двойные буквы ch, sh, zh и ng соответствуют буквам ç, ş, ƶ, ꞑ Нового Алфавита. На момент проведения латинизации, принималось во внимание конкретную историческую обстановку и специфические условия проведения латинизации среди китайских трудящихся, было сочтено необходимым, в отступление от общего положения, ввести диграфы.
Примечание: Двойные буквы «ch», «sh», «zh» и «ng» могли быть заменены простыми «c», «s», «z» и «n» в тех китайских диалектах, где отсутствует тот или иной «свистящий» согласный или же переднеязычное «n».
Двойная буква rh служит для передачи китайского р-образного ж и впоследствии предполагалось замененить простым r со значком внизу.
Буквы j, w были введены в алфавит в целях точного проведения границы между слогами и употребляются в дифтонгах вместо i и u в тех случаях, когда эти последние начинают собой слог, а не стоят после согласных звуков.
Напр.: «jen», «wan» но «cien», «duan».
Специальной буквы для передачи специфического китайского звука «ы» /ɨ/ вводить не стали, так как этот звук встречается лишь после согласных s, c, z, sh, ch, zh, rh (в открытых слогах), этими согласными обусловлен и в сущности представляет с ними одно неделимое целое. Таким образом, такие слова как «чифань», «кайши» в латинизированном алфавите передаются через «chfan», «kaish».
Звуковой комплекс эр передаются всегда через букву r. Напр.: «эрдо» передаётся «rdo», «хуар» через «xuar».

### Финали
Правописание отдельных слогов, в частности дифтонгов и трифтонгов, устанавливается для каждого диалекта отдельно с обязательным учётом данных истории языка и других диалектов. В применении к северному диалекту правописание так называемых окончаний имеет следующий вид: a, ai, an, ang, ao, e, ei, en, eng, i, ia, iai, iang, iao, ie, ien, in, ing, io, iu, iung, o, ou, r, u, ua, uai, uan, uang, ui, un, ung, uo, y, yan, ye, yn.
Примечание: см. выше об употреблении «j», «w». Окончания «ui», «un», как самостоятельные слоги (не после согласных), пишутся и произносятся «wei», «wen».
| Централь | Централь | a       | a         | a         | a               | a          | ə               | ə        | ə        | ə            | ə                | ə           | ∅          |
| Финаль   | Финаль   | ∅       | i         | u         | n               | ŋ          | ∅               | i        | u        | n            | ŋ                | ɻ           | ∅          |
| Медиаль  | ∅        | a [a]   | ai [ai]   | ao [au]   | an [an]         | ang [aŋ]   | e/o1 [ɤ]        | ei [ei]  | ou [ou]  | en [ən]      | eng [əŋ]         | r [aɚ] (er) | - [ɨ] (-i) |
| Медиаль  | i        | ia [ja] |           | iao [jau] | ian [jɛn]       | iang [jaŋ] | ie [je]         |          | iu [jou] | in [in]      | ing [iŋ]         |             | i [i]      |
| Медиаль  | u        | ua [wa] | uai [wai] |           | uan [wan]       | uang [waŋ] | uo [wo]         | ui [wei] |          | un [wən]     | ung [ʊŋ] (ong)   |             | u [u]      |
| Медиаль  | y        |         |           |           | yan [ɥɛn] (üan) |            | ye/yo [ɥe] (üe) |          |          | yn [yn] (ün) | yng [jʊŋ] (iong) |             | y [y] (ü)  |

Примечание: в скобках указаны соответствия современному пиньиню.
Тоны, как правило, не передаются. В тех немногих случаях, где тон обозначить необходимо (например, слог mai в третьем тоне значит покупать, а в четвёртом тоне имеет значение продавать), используется удвоение гласных. Таким образом, продавать — mai, покупать — maai, там — nali, где? — naali, несколько — gigo, сколько? — giigo.